# Alex Mowatt
Alex James Mowatt, född 13 februari 1995 i Doncaster i England, är en engelsk professionell fotbollsspelare och mittfältare som spelar för West Bromwich Albion.

## Karriär
Alex Mowatt är en produkt av Leeds Uniteds ungdomsverksamhet och kom till klubben som ungdomsspelare 2004 som 9-åring. Han debuterade för Leeds seniorlag den 27 augusti 2013 i en ligacupmatch mot Doncaster. En månad senare, den 28 september, gjorde han ligadebut för Leeds i en match mot Millwall.
Mowatts första säsong i Leeds A-lag blev en succé. Han spelade 29 matcher under säsongen och gjorde ett mål. Han röstades fram som "Young Player of the Season" i klubben den 2 maj. Han kom även trea i omröstningen om "Fans Player Of The Year Award". Han skadade sig i slutet av säsongen mot Birmingham City den 26 april 2014. Den 4 december 2014 blev Mowatt nominerad till "Championship’s player-of-the-month award" för november månad. Samma månad vann han "Football League’s Young Player of the Month award".
I januari 2017 köptes Mowatt av Barnsley. I sin debut för den nya klubben blev han utvisad innan halvtid. Han spelade elva matcher och gjorde ett mål under återstoden av säsongen 2016/2017. Den 31 augusti 2017 lånades Mowatt ut till Oxford United, vars manager Pep Clotet tidigare tränade honom i Leeds, för hela säsongen. Han gjorde 34 matcher i alla tävlingar för Oxford, och lyckades efter återkomsten till Barnsley slå sig in i A-laget till säsongen 2018/2019.
Den 2 juli 2021 värvades Mowatt av West Bromwich Albion, där han skrev på ett treårskontrakt. Den 13 augusti 2022 lånades Mowatt ut till Middlesbrough på ett säsongslån.